# 申佳胤
申佳胤（1603年—1644年4月25日），字孔嘉，號濬源、素園。直隸廣平府永年縣（今屬河北省邯鄲市永年区）人。明末官员、詩人、經學家，甲申之變時自殺殉國，年四十二。南明追贈太僕寺少卿，謚節愍。清順治賜諡端愍。清雍正年間避諱清世宗改稱佳允、佳蔭、佳印。

## 生平
六歲喪父而孤，家庭貧困，經濟方面無所仰賴，其母靠紡織維生，有時一日只食一餐。申佳胤自幼便以節操剛正自勵，面對他人不顯露飢寒的神色，他人無法看出其境況。
萬曆四十八年（1620年）補生員。天啟元年（1621年）辛酉鄉試舉人。崇禎四年（1631年）辛未科第三甲第九十五名同進士出身。
崇禎六年（1633年），授河南開封府儀封縣知縣。儀封民風勤謹簡樸易於治理，申佳胤減省繁苛的教條，打算與民休息；儀封縣原本多盜賊，申佳允嚴格實行保甲法，使盜賊無處容身，治安漸佳；遇到大雨不止，黃河決口，申佳胤親自冒著怒濤乘船組織民工堵塞決口；縣內有大土豪，奸詐狡猾而擾亂治安，申佳胤將之捕捉處刑，縣境内為之震撼。
崇禎七年（1634年），申佳胤因有才改調杞縣。
崇禎八年（1635年），流寇「掃地王」率萬人攻打杞縣縣城，城牆土垣多處崩塌，申佳胤招募死士死守並擊潰流寇，因之將土城改建磚城；其後流寇高迎祥等攻入河南，唐王朱聿鍵率兵勤王，勤王軍即將抵達開封府時，諸位省、府大吏甚為惶恐不安，聚集會議說：「留之，不聽。行，守土者且得罪。」申佳胤主張：「惟周王可留之。」眾人稱善，於是用申佳胤之計。
崇禎十年（1637年），因政績卓異，擢吏部文選司主事。上疏防備邊患之五項策略。
崇禎十三年（1640年），升吏部考功司員外郎。佐理京察。因大學士薛國觀傾軋少詹事文安之，文安之因是崇禎辛未科會試主考官，申佳胤奉之為師，故受牽連，又因舉劾公正之事忤逆溫體仁，貶官出為南京國子監博士。
後升遷大理寺評事。再升太僕寺丞，於近畿巡閱御馬。
崇禎十七年（1644年），以太僕寺丞奉旨出巡牧場。而聽聞李自成攻破居庸關後圍攻京師，情勢仍可避難躲藏，旁人勸申佳胤不要進京，申佳胤流淚說：「固知京師必不守，然我君在焉，安危共之，何所逃避。」三月十二日，申佳胤行山路回京，馳馬入都城，到處拜謁軍政大臣，籌畫與投遞守城戰之策略，都不被接受。申佳胤留給長子申涵光書信寫道：「行己曰義，順數曰命，義不可背也，命不可違也。吾受國恩，誓死相報，不復顧家矣；天下事莫不壞於貪生而畏死。死于疾、死於利、死於刑戮、於房幃、於鬥戰，均死也。死數者，不死君父，蓋亦不善用死矣；今日之事，君父之事，死義也，猶命也，我則行之。」
三月十九日，京師遭流寇攻陷。申佳胤穿戴整齊冠服，叩拜辭別年老母親，騎馬至王恭廠，隨從家僕請求申佳胤改換便服以逃避賊兵。申佳胤說：「吾起微賤，食祿十三年；國事至此，敢愛死乎！」兩個家僕圍守著不離去，申佳胤欺騙他們說：「吾不死也，我將擇善地焉。」下馬向北叩拜，申佳胤看見一灌溉水田用的巨井，突然跳入巨井中，家僕大驚呼號，欲將申佳胤救出。但井水淺，只超過腹部高度，申佳胤喊道：「告太安人，有子作忠臣，勿過傷也。」於是坐地吸水而溺死，年四十二。南明福王監國時追贈太僕寺少卿，謚節愍。清順治十三年（1656年）下詔褒揚甲申死難諸臣，賜諡端愍。
申佳胤死后，名士陳子龍為其作〈申節愍公傳〉、殷岳為其作〈行狀〉，子申涵光、申涵煜、申涵盼編有年譜。

## 著作
申佳胤善詩，《四庫全書總目提要》評申佳胤詩風：「大抵直抒胸臆，如其為人，但體格尚未成就，且不免浸淫明末纖仄之習。然凜然剛正之氣，足使後人起敬，不敢復以詩格繩之。」著作有：
- 《君子亭集》
- 《四書鐸》
- 《詩經鐸》
- 《四書鏡》
- 子申涵光輯《申端愍公詩集》六卷，卷首有〈家傳〉。收入《欽定四庫全書》集部六·别集類五
- 子申涵光輯《申端愍公文集》二卷

## 家庭
- 父：申化，字阜嚴。以子佳胤贈承德郎、吏部主事。
- 母：軒氏，繼室，封太安人。
- 妻：靳氏。
- 子：
  - 申涵光，順治十八年歲貢。
  - 申涵煜，順治十五年拔貢。
  - 申涵盼，順治十八年進士。

## 延伸阅读
[在维基数据编辑]
 《明史卷二百六十六》，出自《明史》

### 文目
- 《明史》卷二百六十六·列傳一百五十四
- 光緒《永年縣志》卷二十六·名臣·頁三十七
- 民國《儀封縣志》卷八·循吏志·邑宰·頁八
- 乾隆《杞縣志》卷九·職官志·名宦·頁四十八

| 官衔          | 官衔                          | 官衔          |
| ------------- | ----------------------------- | ------------- |
| 前任： 黎玉田 | 明朝儀封縣知縣 1633年－1635年 | 繼任： 王九鼎 |
| 前任： 黎玉田 | 明朝杞縣知縣 1635年－1637年   | 繼任： 蘇京   |